# Polegla panešplja
Polegla panešplja (znanstveno ime Cotoneaster horizontalis) je listopaden, izjemoma tudi vednozeleni, počasi rastoči grm, ki izvira iz zahodne Kitajske, kot okrasno grmovnico pa so jo kasneje raznesli po svetu, kjer se je ponekod že povsem udomačila in, na primer v Združenem kraljestvu,, pa tudi v Sloveniji, počasi postaja invazivna vrsta.

## Opis
Polegla panešplja zraste do 1 meter visoko in do 2 m v širino.  Njena rast je sploščena, veje pa so simetrične. Nanje so premenjalno nameščeni enostavni eliptični listi, veliki od 1 do 3 cm, temno zelene barve s ščetinasto konico. Jeseni se listki obarvajo rdečkasto ali vijolično in ponekod na grmih ostanejo preko zime. Cvetovi so drobni, rožnate ali bele barve in se razvijejo na novih poganjkih. Plod je svetlo rdeča jagoda s semeni.
Dobro uspeva na suhih in dobro odcednih rastiščih na polnem soncu in je dokaj nezahtevna vrsta. Zaradi svoje specifične rasti je polegla panešplja dobra pokrovna grmovnica, ki se sadi tudi kot živa meja.